# Filip III., kralj Navare
Filip III. (27. ožujka 1306. – 16. rujna 1343.), zvani Plemeniti  ili Mudrac, bio je grof Évreuxa (1319. – 1343.) i kralj Navare (1328. – 1343.). Filipovi su roditelji bili Luj, grof Évreuxa i Margareta Arteška te je stoga Filip bio unuk francuskog kralja Filipa III. Zbog podrijetla, bio je potencijalni prijestolonasljednik Francuske.

## Nasljedstvo
U dogledno vrijeme, naslijedio je grofoviju Évreux u Normandiji od oca, a deset godina kasnije postao je Filip III., iure uxoris kralj Navarre, nakon smrti svog rođaka, francuskog kralja Karla IV. Dana 18. lipnja 1318., on je oženio nasljednicu Ivanu II. Držao je opsežne feude u sjevernoj Francuskoj, kao i Navaru. Zbog njihovih zemalja i njihovih brojnih kraljevskih rođaka, Filip i njegova supruga bili su utjecajni u Francuskoj i Navari i provodili veći dio života između njih.

## Vojna postignuća
Sporazumom iz Villeneuve-lès-Avignon 14. ožujka 1336. dobio je grofovije Angoulême i Mortain i dvorce Benon u Aunisu i Fontenay-l'Abattu u Poitouu. U 1339., bio je na strani kraljeva Francuske, Češke (Ivana) i Škotske (David II.), oslobađajući gradove Cambrai i Tournai, koje su bili opkolili Englezi. To su bile uvodne faze stogodišnjeg rata.
Osim toga rata na francuskom tlu, Filip aktivno sudjelovao u Rekonkvisti po Iberiji. On se pridružio u križarskom ratu koji je započeo kastilski kralj Alfonso XI. protiv Kraljevine Granade gdje je smrtno ranjen strijelom pri opsadi Algecirasa (1342. – 1344.). Razbolio se i umro u Jerez de la Frontera.  Njegova tijelo je dovedeno natrag u Pamplonu za ukop,  iako je njegovo srce pokopano u,  sada srušenoj, crkvi Couvent des Jacobins u Parizu.

## Brak i potomstvo
- Joanna (c. 1326–1387), redovnica u Longchampsu[5]
- Maria (c. 1329 – 1347), prva supruga Petra IV. aragonskog
- Louis (1330. – 1334.)[6]
- Blanche (1331–1398), druga supruga francuskog kralja Filipa VI.
- Karlo II. Loši   (1332. – 1387.),  nasljednik kao grof Évreuxa i kralj Navare[7]
- Philip, grof Longuevillea (c. 1333. – 1363.), oženio   Yolande de Dampierre
- Agnes (1334. – 1396.), udana za Gastona III, grofa Foixa
- Louis (1341. – 1372.), grof Beaumont-le-Roger, oženio isprva Mariju de Lizarazu te zatim Joannu, vojvotkinju od Durazza
- Joanna (nakon 1342. – 1403.), udana za Ivana I.,  vikontom od Rohana